# Battaglia di North Anna
La battaglia di North Anna è stata un episodio della guerra di secessione americana combattuto nel maggio 1864 nei pressi del fiume North Anna (nella Virginia centrale) nell'ambito della campagna Terrestre del generale Grant contro l'Armata Confederata della Virginia Settentrionale del generale Lee.

## La battaglia
Dopo essere riuscito a superare lo stallo della battaglia di Spotsylvania Court House, il generale nordista Ulysses Grant spostò il proprio esercito verso sud-est nella speranza di condurre Lee in uno scontro in campo aperto ma arrivò lungo il corso del fiume North Anna troppo tardi e non riuscì ad impedire che i sudisti si assestassero sulle loro posizioni difensive.
Dopo due giorni di schermaglie – durante i quali il grosso di entrambi gli eserciti rimase asserragliato nelle proprie trincee – Grant ordinò un nuovo ampio spostamento verso sudest in direzione di Cold Harbor.